# Pont des Mensonges
Le pont des Mensonges (en roumain : Podul Minciunilor, en allemand : Lügenbrücke) est un pont piétonnier situé au centre de la ville transylvanienne de Sibiu, dans le centre de la Roumanie.
D'une longueur de 10,40 m, il relie la petite place (Piața Mică) de Sibiu à la place Huet (Piața Huet) en traversant la Strada Ocnei. Il est décoré de motifs néogothiques.
Construit en 1859, c'est le premier pont en fonte construit en Roumanie et le deuxième construit en Europe.
De nombreuses légendes entourent le pont en raison de son nom, la principale affirmant que le pont s'effondre lorsque quelqu'un ment en se tenant dessus.

## Histoire
Jusqu'à la construction du pont, l'accès entre les deux sections de la Piața Mică — permettant de relier la ville haute et la ville basse — se fait sous un ensemble de bâtiments, démolis en 1851,. Un pont provisoire en bois est alors construit dans les années 1850. Le pont des Mensonges est reconstruit en fer en 1859 par Fredericus Hutte. Il est inauguré un an après sa construction, le 17 décembre 1860.
Il s'agit du premier pont en fonte construit en Roumanie et le deuxième construit en Europe.
Le pont est devenu un lieu de déclaration d'amour et de demande en mariage, en raison d'une légende racontant que mentir sur le pont provoque son effondrement. En 2012-2013, des cadenas d'amour commencent à être attachés sur le pont des Mensonges par des couples et des familles, à l'image du pont des Arts à Paris. La mairie enlève régulièrement ces cadenas, arguant qu'ils peuvent gâcher l'aspect visuel du pont et, avec le temps, affecter la stabilité de sa structure métallique,,.

## Description
D'une longueur de 10,40 m et d'une largeur de 6 m, le pont est soutenu par quatre arches en fonte décorées de motifs néogothiques. L'arche la plus au sud expose les armoiries de Sibiu, tandis que l'arche la plus au nord présente les inscriptions 1859 et Friedrichshütte, cette dernière étant le nom de la fonderie ayant livré une partie des composants du pont.
Les deux balustrades métalliques sont constituées de huit panneaux aux formes circulaires et aux décorations gothiques. Le mur est, qui soutient l'escalier menant au pont, comporte une ancre carrée en pierre, vestige d'une construction médiévale.

## Légendes
Le pont des Mensonges fait l'objet de nombreuses légendes en raison de son nom :
- La plus populaire veut que le pont s'effondre lorsque quelqu'un ment en se tenant dessus, cédant sous le poids du mensonge[2],[3],[1].

- Une autre légende raconte que la Piața Mică avait l'habitude de tenir un marché. Après les négociations avec les marchands, les acheteurs se rendaient compte qu'ils avaient été dupés. Ils se retournaient, attrapaient les marchands les ayant trompés et les jetaient du haut du pont[3],[1].

- Selon une autre légende, le pont était un lieu de rencontre pour les garçons fréquentant l'académie militaire et leurs petites amies. Les jeunes femmes se voyaient promettre beaucoup de choses, pour finalement attendre en vain sur le même pont des hommes qui les oubliaient[3],[1].

- Une légende populaire raconte aussi que les jeunes amoureux se promenaient et passaient la nuit sur le pont en se jurant un amour éternel. Les filles assuraient qu'elles étaient vierges. Lorsque, après la nuit de noces, il s'avérait qu'elles avaient menti, elles étaient jetées du haut du pont en guise de punition, car c'était l'endroit où elles avaient menti à leurs amants[1],[3].

Malgré toutes les légendes, son nom a une origine différente. Le pont s'appelait initialement Liegenbrücke, signifiant en allemand « pont couché » (du verbe liegen : « être couché », « s'étendre »), en raison du fait qu'il n'ait pas été construit sur des piliers. Ce nom ressemble beaucoup à Lügenbrücke, qui signifie « pont des mensonges » (de Lüge : mensonge). Les légendes ont aidé cette dernière dénomination à se répandre parmi les habitants de la ville, et c'est ainsi que le pont a obtenu son nom actuel,.

## Galerie

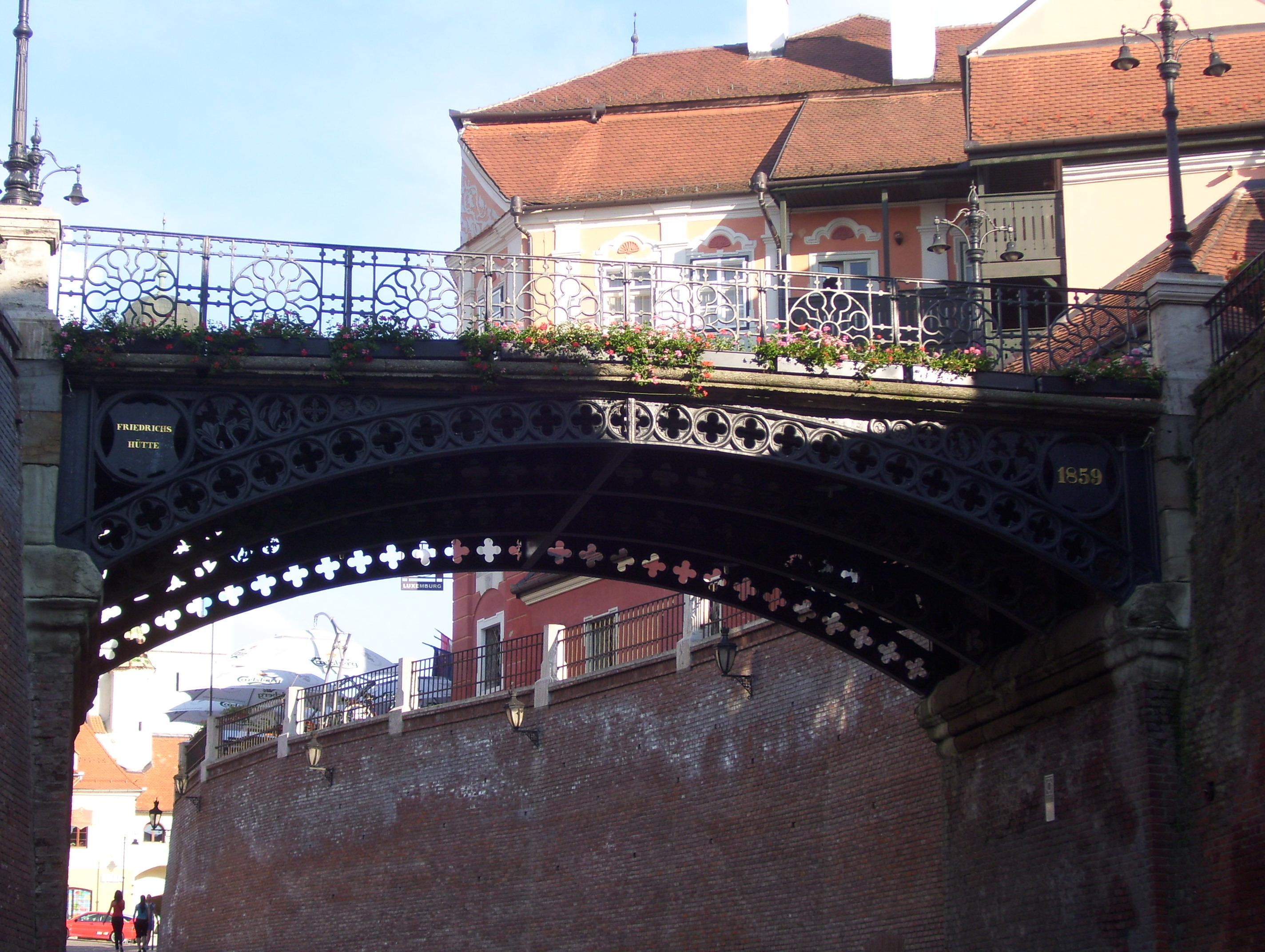
Le pont vu de la Strada Ocnei.
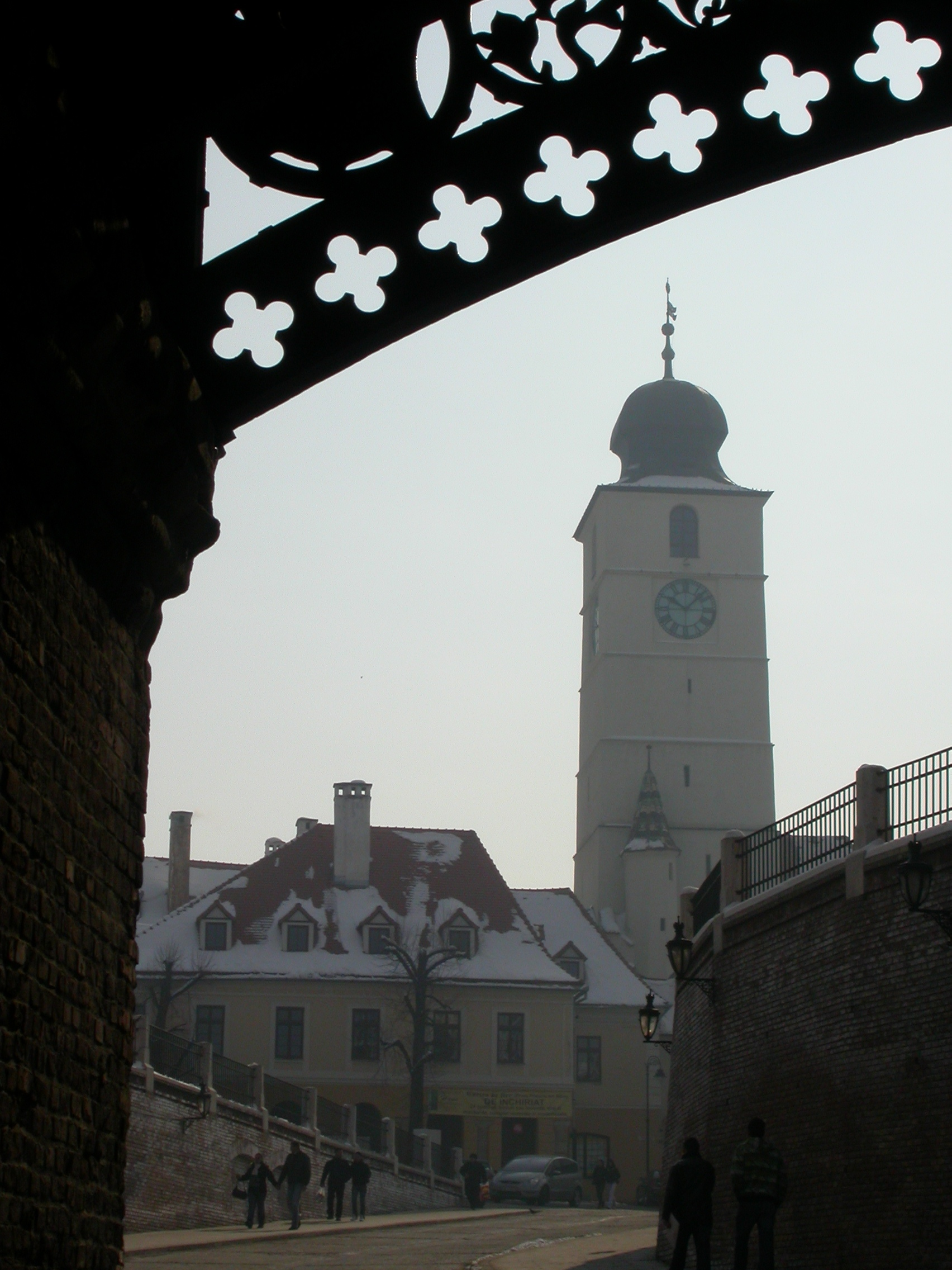
Décor néo-gothique sur les arcades. La tour du Conseil est à l'arrière-plan.
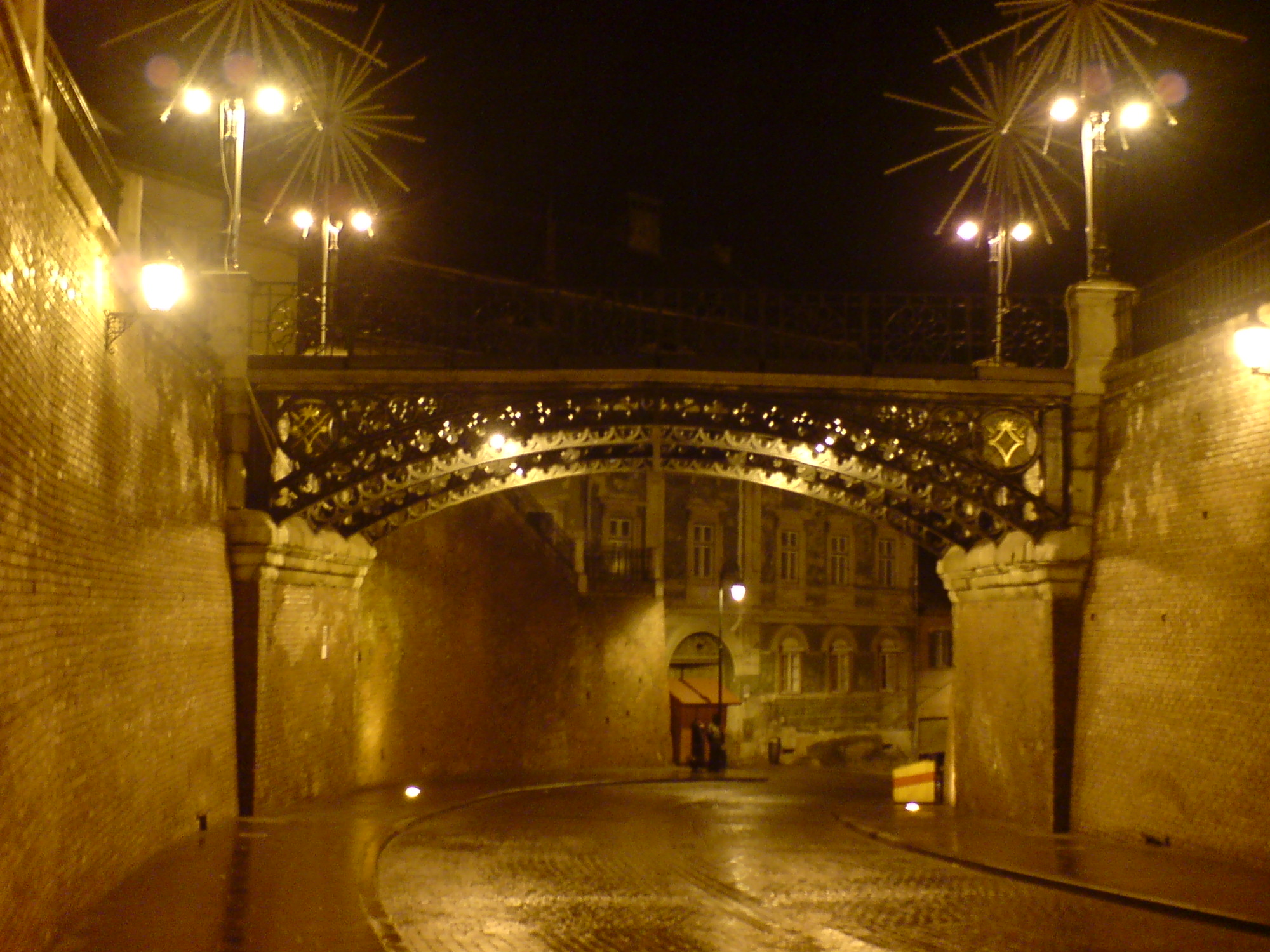
La nuit.
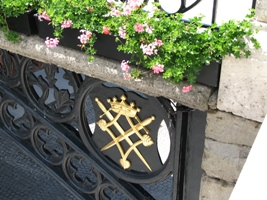
Armoiries de Sibiu.
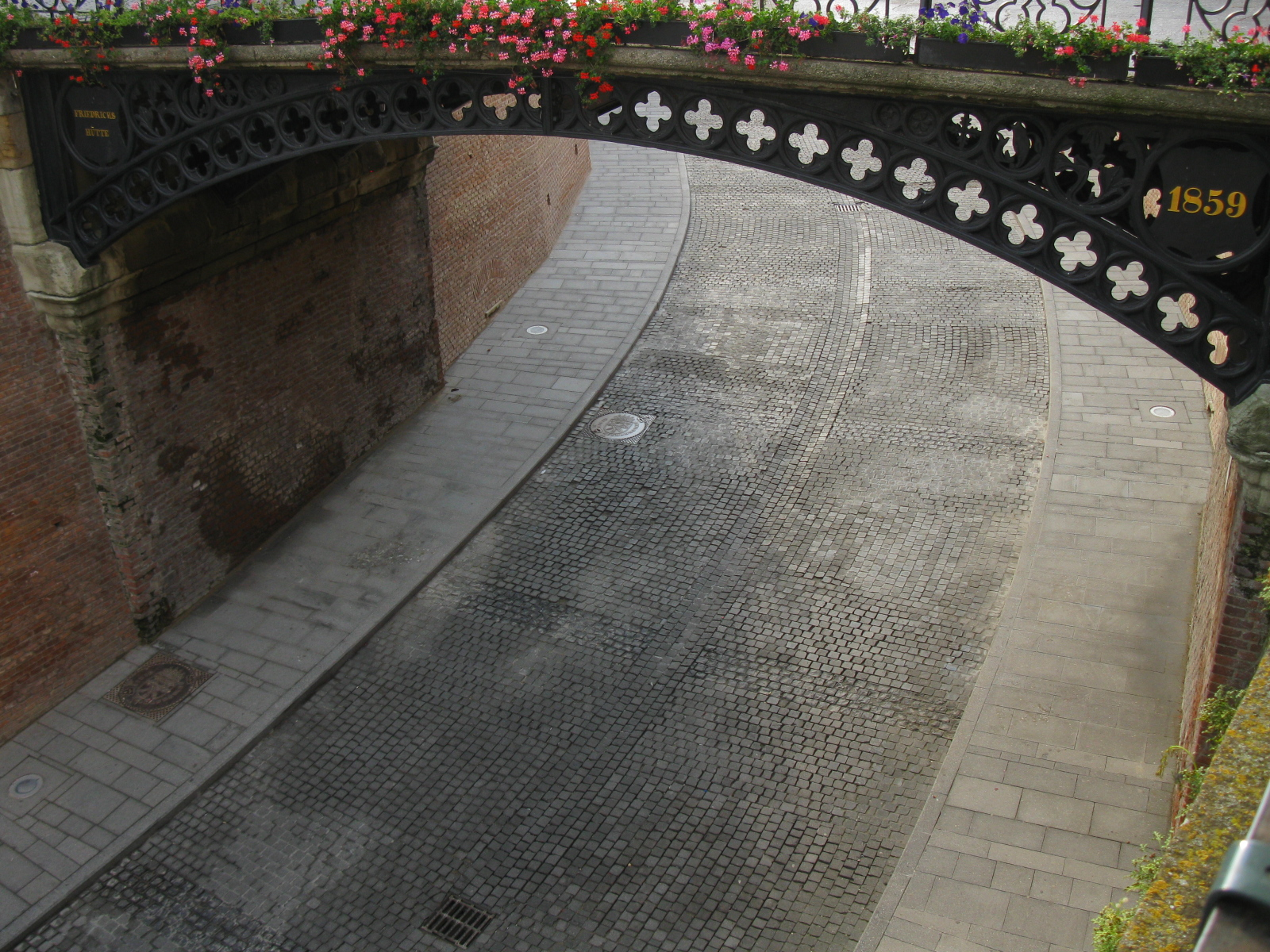
Arche la plus au nord.